# Каилда
Каилда (устар. Черга) — река в России, протекает по Шебалинскому району Республики Алтай. Устье реки находится в 19 км по левому берегу реки Черга. Длина реки составляет 21 км.

## Данные водного реестра
По данным государственного водного реестра России относится к Верхнеобскому бассейновому округу, водохозяйственный участок реки — Катунь, речной подбассейн реки — Бия и Катунь. Речной бассейн реки — (Верхняя) Обь до впадения Иртыша.
Код объекта в государственном водном реестре — 13010100312115100006978.